# Hugo Swensson
Hugo Magnus Vilhelm Swensson, född 31 januari 1879 i Stockholm, död 27 april 1957, var en svensk författare.
Hugo Swensson, vars far var arkitekt, studerade vid Uppsala universitet och blev fil. kand. där 1903. Han var senare anställd som adjunkt vid Högre allmänna läroverket i Skara 1911–1944 och hämtade som skönlitterär författare främst motiv ur skolans värld, inte minst ur läroverksmiljön. Under senare delen av sitt författarskap skrev han även böcker om Västergötland.
Han var under sin studenttid en aktiv spexare på Stockholms nation i Uppsala.